# 흔들리는 구름
《흔들리는 구름》(The Wayward Cloud)은 중화민국의 영화이다. 이강생 등이 주연으로 출연하였고 브루노 페서리 등이 제작에 참여하였다. 이 영화는 포르노 배우와의 사랑 이야기를 그렸다.

## 출연

### 주연
- 이강생

### 조연
- 진상기
- 육혁정
- 양귀매

## 기타
- 조감독: 임서우
- 미술: 협금첨

## 출시
이 영화는 타이완 내에서 NT$20,000,000 이상의 소득을 거두었다.
DVD로는 2008년 스트랜드 홈 비디오에 의해 출시되었다.